# 가면라이더 갓챠드
《가면라이더 갓챠드》(일본어: 仮面ライダーガッチャード 카멘라이다 갓챠도[*], 영어: Kamen Rider Gotchard)는 레이와 라이더의 다섯번째 작품으로, 2023년 9월 3일부터 2024년 8월 25일까지 방영한 작품이다

## 시놉시스
101장의 '케미'를 찾아라! 신비의 카드로 '갓챠'해서 변신!!
'연금술'이란 다른 조합에 의해 '금'을 창출하려는 기술을 말한다. 그 신비로운 연구 중 하나에는 인공적으로 "생물"을 낳으려는 시도도 포함되어 있었다.
이번 작품에서는 그 실험들이 남몰래 성공한 현대를 무대로 이야기가 펼쳐진다.
그런 가면라이더 갓챠드 이야기의 열쇠는 연금술이 가지고있는 최고의기술을 모아 만든 인공생명체(몬스터) 케미.
케미는 메뚜기 SL등 이 세상에 존재하는 만물을 본떠 만든 생명체로 그 수는 101장. 그것들은 '라이드 케미 카드'라는 카드에 보관되어 있었다.
그런데 조심스럽게 보관되어 있었을 그들이 카드를 뛰쳐나와 일제히 개방되어 버린다.
우연히 그 사건에 휘말려버린 주인공인 고등학생 이치노세 호타로는 가면라이더 갓챠드의 변신벨트 갓챠드라이버를 얻어서 세상에 던져진 케미를 회수 할 사명을 부여받는다.
케미는 선한 마음과 울림이 있으면 인간의 동반자가 되는 든든한 존재.
그 증거로 호타로는 라이드 케미 카드를 갓챠드라이버에 장전함으로써 케미와 융합하여 가면라이더 갓챠드로 변신한다.
한편, 케미는 인간의 악의와 결합하면, 괴인 말감을 만들어 버릴 위험도 내포하고 있어,바로 선과 악, 표리일체의 성질을 가지고 있다.
다카라의 입버릇은 '갓챠!!. 이것은 '해냈어!'나 '잡았다!'를 뜻하는 영어 속어이다.
호타로는 101개의 케미 전부를 '갓차'할 수 있을까!?
9월, 아직 아무도 본 적 없는 가면라이더 전설의 막이 오른다.

## 가면라이더 갓챠드 &데이브레이크 파트1
연금 아카데미
- 가면라이더 갓챠드 : 한보검
- 가면라이더 마제이드 : 나인혜
- 가면라이더 발바라드 : 스패너 아이젠
- 가면라이더 윈드 : 나풍운
- 린네의 어머니
- 미나토

학생
- 카지키 료

연금 아카데미
명흑
- 아트로포스
- 클로토
- 라케시스
- 글리온
- 아트로포스
- 클로토
- 라케시스
- 기기스트
- 제르맹
- 가엘리야

케미
쿠로가네 스패너 관련 인물
- 나마리사키 볼트

말감의 빙의자
- 스도
- 타케모토
- 키리야 마모루
- 골렘 고레키
- 사나야마 켄지
- 야부키 쿄우이치
- 히메노 츠루기
- 히메노 히지리

기타인물
- 실연녀
- 아사히
- 야쿠자들
- 사나야마 리쿠
- 호우오우 카구야 쿼츠 / 가면라이더 레전드

버틀러

## 키 아이템
라이드 케미 카드
레플리 케미 카드
데이브레이크 케미 카드
레인보우 케미 카드

## 변신벨트 & 도구
갓챠드라이버
갓챠드라이버(데이브레이크 ver.)
알케미스드라이버
발바라드라이버
갓챠드로우 홀더
발바러셔
발바라드로 버클
레전드라이버
드레드라이버
엘도라드라이버

## 바이크
골드대시
데이브레이크 골드대시

## 무장
갓챠지 건
갓챠 토네이도
케미 라이저
레전드 라이드 매그넘
X 갓챠리버
발바러셔
레전드 카멘라이저
블러디

## 주제가
오프닝
CHEMY×STORY(노래: BACK-ON&FLOW)
극장판 주제가
All for Love(노래:blank paper)
THE FUTURE DAYBREAK(노래:BACK-ON&FLOW)
삽입곡
Rising Fighter (노래: Beverly)
What's your FIRE(노래:RIDER CHIPS)
THE SKY'S THE LIMIT(노래:BACK-ON,Beverly)
Living Legend(노래:나가타 세이이치로)
너에게 즈큥(노래:야마나카 쥬타로)
캐릭터송
Dream Hoper(노래:모토지마 쥰세이)

## 에피소드
1화:갓챠! 호퍼1!
2화:추적, 연금, 스케보즈!
3화:무사도, 찾아내거나.
4화:앤트루퍼 라비린스
5화:불타라! 싸워라! 레슬러 G!
6화:초 A급 비틀린 스타
7화:안녕, 사보니들
8화:그레이트한 인연
9화:대시로 교토! 수학여행!
10화:불꽃의 교토! -비련・케미 뇌전 사건-
11화:캐치! 스파이더!? 라이더 실격!?
12화:폭주 라이너! 암흑 라이더!
13화:되찾아라! UFO X 포에버!
14화:덥석 렉스! 위험한 엑스!!
15화:잡아라 해피! 빛나라 갓챠리버!
16화:크라이시스 Xmas! 오로치 사변
17화:문브레이크 메신저
18화:달려라!진화의 파이어로드!
19화:린네의 새벽! 변신 마제이드!
20화:미소 짓는 천사, 웃을 수 없는 진실
21화:매드 파이어 흑염의 발바라드
22화:사랑은 샤벨 케미스토리는 갑자기
23화:언제나 마음에 즈큥을
24화:금전직하 강철의 라이더
25화:젊은 선생님의 잘못
26화:악의를 저지하는 칠흑의 바람
27화:갓챠 크로스호퍼!
28화:베로베로 괴기 렌게의 귀성
29화:이 마을이 울고 있다
30화:라이벌 등장 갓챠와 줄리엣
31화:어둠의 두 사람 서로를 믿고
32화:나타나는 대왕 인형들의 딜레마
33화:레전드 라이더 100년은 이르다
34화:온리원 모든 길은 고저스로 통한다
35화:고저스 타임 레전더리는 끝나지 않아
36화:케미의 기원 나는 이해한다
37화:호퍼1의 모험
38화:무지개 너머에
39화:갓챠 완료 클라이맥스 101
40화:사악 강림 세배 위대한 명흑왕
41화:신의 모조품 무지개의 축복
42화:렛츠 수색 102번째와 형의 마음
43화:사랑 슬픔 AI 증오를 지우는 힘
44화:딥한 기억이 열리는 순간
45화:운명의 만남 애증 분기점
46화:검은 점성 쿠로가네의 선서
47화:대격돌 호타로 VS 스패너
48화:트와일라잇에 안녕을
49화:메탈 워리어 백은의 발바라드
50(마지막)화:너와 나의 케미스트리

## 평가
긍정적 평가
무난한 전개
초반부는 왕도적이고 무난하게 전개된다는 평가를 받고 있으며, 그동안 초반부에 파격적인 시도를 많이 했던 여타 레이와 라이더들과는 다르게 오랜만에 헤이세이 초반부 느낌이 난다는 평가도 나오고 있다. 단발 완결성 에피소드의 모음으로, 스토리가 계속되는 연속극 방식보다는 그 화 안에 명쾌하게 사건을 해결하는 이러한 극 전개는 어느정도 의도로 하고 있다고 각본가인 하세가와 케이이치가 밝힌 바이다. 때문에 일본에서는 '조금 더 제정신인 기계전대 젠카이저'라는 평도 보이는 중.
서사가 들어간 다양한 폼 체인지
보통 라이더들의 강화폼이 아닌 기본 폼과 폼 체인지들은 주인공들이 그냥 원래부터 가지고 있거나 아니면 남이 주거나 하는 식으로 쓰이는 한편 갓챠드는 폼 하나하나에 서사를 넣어 스토리를 재미있게 한다는 평이 있다. 힘의 근원인 케미가 자아와 지능이 있는 생명체이며 인간과 대등한 관계이기 때문에 폼 체인지와 관련된 서사를 부여할 수 있다는 점을 끌어낸 것으로, 가면라이더 덴오 이후 16년 만이다. 특히 5화의 레슬러 G의 서사는 레슬러 G가 해당 화의 진 주인공이라는 말이 나올 정도의 호평을 받았다. 8화도 사보니들과 리쿠 간의 유대 관계 자체는 잘 묘사했지만 왜 7화에서 갓챠드라이버가 오류를 일으켰는지에 대해 묘사가 충분히 되지 않았고 말감이 된 사람이 잘못을 뉘우칠 적의 심리 묘사가 부실해서 5화보다는 평가가 낮다.
부정적 평가
배우들의 연기력
작품 시작 전 PV 공개 이후 주인공 이치노세 호타로역의 모토지마 쥰세이의 연기력이 팬들 사이에서 우려되었다. 정작 본편 시작 이후엔 히로인인 쿠도 린네역의 마츠모토 레이요의 연기력이 더욱 지적되고 있으며, 오히려 아트로포스역의 오키타 이토노의 연기력이 배우의 나이가 9살임에도 불구하고 더욱 뛰어나다는 평가를 받고 있다.
물론 연기력은 여타 다른 라이더 작품들에서도 꾸준히 지적되어왔으며 작품이 진행되면서 지켜볼 문제이기도 하다.
복합적 평가
CG와 액션
작품에서 등장하는 CG와 액션이 아쉽다는 의견이 있지만 전반적으로는 나쁘지 않은 퀄리티를 보여준다는 의견도 있다. 전작이 하필 뛰어난 CG와 액션을 보여준 기츠여서 더욱 비교당하는 감도 있는 편.
총평
현재로선 작품성 면에서 심각한 문제는 없지만 임금님전대 킹오저가 거의 매화마다 고점을 찍고 있어 상대적으로 화제성이 밀리는 감이 없지 않다. 그래도 현재로써는 무난하게 즐길 만한 작품이며 향후 전개를 기다려볼 만하다는 것이 팬들의 중론.
| 이전 가면라이더 기츠 2022년 9월 4일 ~ 2023년 8월 27일 | 제 5대 레이와 가면라이더 시리즈 2023년 9월 3일 ~ 2024년 8월 25일 | 다음 가면라이더 가브 2024년 9월 1일 ~ 2025년 8월 31일 |